# Клявер Денис Ілліч
Денис Ілліч Клявер (рос. Дени́с Ильи́ч Кля́вер, нар. 6 квітня 1975, Ленінград, СРСР) — російський співак, музикант, актор кіно, телебачення і дубляжу, композитор, учасник музичного гурту " Чай удвох " (1994—2012, 2022 т. ч.). Лауреат премії " Золотий грамофон ". Син народного артиста РФ Іллі Олійникова .

## Біографія
Навчався у середній школі № 368 у Ленінграді. Почав займатися музикою у дитинстві.
У 1988—1989 році Денис захоплювався групою " Аліса ", носив рвані тільники, кирзові чоботи, ватник з написом «Аліса» на спині і фарбував волосся, списав назвою групи балкон і під'їзд, і навіть одного разу без дозволу взяв машину своєї мами, щоб поїхати на концерт
У 15 років зайнявся спортом: займався дзюдо, самбо, ковзанярським спортом, легкою атлетикою, культуризмом, акробатикою, гірськими лижами та роликовими ковзанами.
З 1994 по 2012 роки — соліст музичного гурту " Чай удвох ". Саме 1994 року Денис розпочав свій творчий шлях у групі «Чай удвох». Клявер писав музику для пісень гурту, а його партнер Стас Костюшкін був автором текстів. Два красиві чоловіки з ідеальними фігурами привертали увагу мільйонів жінок. Перший виступ гурту «Чай удвох» відбувся 20 грудня 1994 року. У цей же час вийшов у світ їхній перший альбом, який носить назву «Я не забуду…». Після розпаду гурту зайнявся сольною кар'єрою. Грає на гітарі, клавішних та ударній установці.

### Сольна кар'єра
У 2013 році розпочав сольну кар'єру, і цього ж року випустив перший альбом — «Не така, як усі» .
У 2013 році отримав премію " Золотий грамофон " за пісню «Не така, як усі», а також зняв кліп на цю пісню (режисер — Олександр Ігудін).
У 2014 році став лауреатом премії " Золотий грамофон " за пісню «Дивний сон», а також зняв кліп на цю пісню (режисер — також Олександр Ігудін)
У 2015 році вийшли два кліпи на пісні «Королева» (режисер — Денис Протасов) та «Я поранений» (режисер — Олександр Ігудін).

## Особисте життя
- Батько — Ілля Львович Клявер (Олейников) (1947—2012), актор, естрадний співак; народный артист РФ (2001).
- Мати — Ірина Вікторівна Клявер (дев. Олейникова, род. 17 февраля 1950)[9][10][11][12][13][14]
- Дід по батьку — Лев Анатолійович (Лейб Нафтулович) Клявер[15] (1908—?), був військовим, двічі пораненим на фронті та двічі повертався з фронту[16].
- Бабуся по батьку — Хая (Клара) Борисівна Клявер (дев. Пресель, 1910—1988), домогосподарка
- Тітка по батьку — Євгенія Львівна (проживає в Ізраїлі[15]).
- Дід по матери — Віктор Тимофійович Олейников, військовий підполковник, воював на близькому сході[12][16][17].

### Дружини та діти
- Перша дружина — Олена Клявер.
- Друга дружина — Юлія Клявер.
- Пасербиця — Аліса, донька Юлії від попереднього шлюбу.
- Син — Тимофій Денисович Клявер[18].
- Третя дружина — Ірина Клявер (Федотова).
- Донька — Евеліна, донька від Єви Польної.
- Син — Данієль Денисович Клявер.
- Пасербиця — Анастасія, донька Ірини від попереднього шлюбу[19].

## Заборона в'їзду на територію України
27 січня 2021 року був занесений до «чорного списку» Мінкульту, оскільки влітку 2019 року виступав в окупованому терористами Донецьку.